# Adrian Andrzej Gołyński

Herb Prawdzic

Adrian Andrzej Gołyński herbu Prawdzic (ur. ok. 1540, zm. 1638), kasztelan wyszogrodzki, starosta zakroczymski w 1631 roku, marszałek sejmiku generalnego województwa mazowieckiego w 1613 roku. 
Syn Stanisława, wnuk Adriana (zm. 1540), kasztelana ciechanowskiego, wyszogrodzkiego i czerskiego. Poślubił Dorotę Lubieńską, córkę Emeriana. Z małżeństwa urodziło się dwóch synów i córka: Hieronim, kasztelan warszawski; Konstanty, dworzanin królewski; Marianna, późniejsza żona Krzysztofa Brochowskiego, podkomorzego zakroczymskiego.
Poseł ziemi zakroczymskiej na sejm zwyczajny 1613 roku. Poseł na sejm nadzwyczajny 1626 roku i sejm nadzwyczajny 1629 roku.
Był dziedzicem Gołymina, dawniej Gołynina. Początkowo pełnił urząd podkomorzego zakroczymskiego od 1612 roku, następnie został starostą zakroczymskim (1617). Zapisał dożywocie swej żonie Dorocie w roku 1612. Z urzędu podkomorzego zrezygnował w 1618 roku. Był właścicielem Tarchomina. W latach (1636-1638) sprawował urząd kasztelana wyszogrodzkiego. W roku 1632 oddał on swemu synowi Konstantemu Lewice ze starostwa zakroczymskiego, lecz syn wkrótce zmarł.